# Antonella Serra Zanetti
Antonella Serra Zanetti (* 25. Juli 1980 in Modena) ist eine ehemalige italienische Tennisspielerin. Ihre Schwester Adriana Serra Zanetti war ebenfalls Tennisprofi.

## Karriere
Antonella Serra Zanetti, die laut ITF-Profil den Hartplatz bevorzugte, begann im April 1996 mit Turnieren auf ITF-Ebene.
In ihrer Tenniskarriere gewann sie zwei WTA-Titel im Doppel. Darüber hinaus siegte sie bei sechs ITF-Turnieren im Einzel und bei fünf im Doppel.
2002 und 2003 spielte sie vier Partien für die italienische Fed-Cup-Mannschaft, von denen sie eine (von drei Einzel) gewinnen konnte.
Ihr letztes Match auf der Damentour bestritt sie im Mai 2008 bei einem ITF-Turnier in ihrer italienischen Heimat.

## Turniersiege

### Doppel
| Nr. | Datum            | Turnier   | Kategorie    | Belag     | Partnerin             | Finalgegnerinnen                         | Ergebnis      |
| --- | ---------------- | --------- | ------------ | --------- | --------------------- | ---------------------------------------- | ------------- |
| 1   | 16. Oktober 2004 | Taschkent | WTA Tier IV  | Hartplatz | Adriana Serra Zanetti | Marion Bartoli Mara Santangelo           | 1:6, 6:3, 6:4 |
| 2   | 20. Mai 2005     | Istanbul  | WTA Tier III | Sand      | Marta Marrero         | Daniela Klemenschits Sandra Klemenschits | 6:4, 6:0      |

## Abschneiden bei Grand-Slam-Turnieren

### Einzel
| Turnier         | 2000 | 2001 | 2002 | 2003 | 2004 | 2005 | 2006 | Karriere |
| --------------- | ---- | ---- | ---- | ---- | ---- | ---- | ---- | -------- |
| Australian Open | Q1   | Q1   | 2    | 2    | 2    | 1    | 1    | 2        |
| French Open     | —    | —    | —    | 1    | Q2   | 2    | 1    | 2        |
| Wimbledon       | —    | —    | 1    | 1    | Q3   | 3    | 1    | 3        |
| US Open         | —    | —    | 2    | 2    | 2    | 1    | Q1   | 2        |

Zeichenerklärung: S = Turniersieg; F, HF, VF, AF = Einzug ins Finale / Halbfinale / Viertelfinale / Achtelfinale; 1, 2, 3 = Ausscheiden in der 1. / 2. / 3. Hauptrunde; Q1, Q2, Q3 = Ausscheiden in der 1. / 2. / 3. Runde der Qualifikation; n. a. = nicht ausgetragen

### Doppel
| Turnier         | 2002 | 2003 | 2004 | 2005 | 2006 | Karriere |
| --------------- | ---- | ---- | ---- | ---- | ---- | -------- |
| Australian Open | 1    | —    | —    | 1    | AF   | AF       |
| French Open     | 1    | —    | 2    | 1    | —    | 2        |
| Wimbledon       | 1    | —    | 1    | 2    | 1    | 2        |
| US Open         | 1    | —    | 1    | 2    | 1    | 2        |